# 덴버 골드
| 덴버 골드     |                               |
| 콘퍼런스      | 서부 콘퍼런스                 |
| 디비전        | 퍼시픽 디비전                 |
| 설립연도      | 1983년                        |
| 해체연도      | 1985년                        |
| 역사          | 덴버 골드 (1983년~1985년)     |
| 경기장        | 마일 하이 스타디움            |
| 연고지        | 콜로라도주 덴버               |
| 상징색        | 검정, 금, 하양                |
| 구단주        | 덕 스페딩                     |
| 감독          | 마우스 데이비스 (마지막 감독) |
| 리그 우승     | -                             |
| 콘퍼런스 우승 | -                             |
| 디비전 우승   | -                             |

덴버 골드(Denver Gold)는 1983년부터 1985년까지 콜로라도주 덴버를 연고지로 하는 USFL의 서부 콘퍼런스 퍼시픽 디비전 소속 미식 축구팀이다.

## 역대 홈경기장
| 경기장             | 사용기간      | 수용인원 | 장소            | 비고 |
| ------------------ | ------------- | -------- | --------------- | ---- |
| 덴버 골드          |               |          |                 |      |
| 마일 하이 스타디움 | 1983년~1985년 | 51,706명 | 콜로라도주 덴버 | 빈칸 |